# Vladimir Nikolaevič Vojnovič
Vladimir Nikolaevič Vojnovič (in russo Владимир Николаевич Войнович?; Dušanbe, 26 settembre 1932 – Mosca, 27 luglio 2018) è stato uno scrittore russo, precedentemente sovietico.
Nel 1995 vinse il Premio Mondello come autore straniero per Il colbacco (Einaudi).

## Biografia
Figlio di un giornalista e di un'insegnante, Vojnovič iniziò a comporre poesie durante il servizio militare (1951-1955). Lavorò come carpentiere a Mosca e non completò gli studi all'Istituto pedagogico. Dopo aver tentato invano di essere ammesso all'Istituto letterario, partì per le terre vergini. Rientrato a Mosca lavorò per la radio, poi nel 1960 compose il testo della canzone Pesni kosmonatov dedicata agli astronauti sovietici, destinata a diventare famosissima, grazie alla quale venne accolto con gran calore nell'Unione degli scrittori dell'Unione Sovietica nel 1962.
Nel 1961 pubblicò il suo primo racconto My zdes' živëm sulla rivista Novyj Mir diretta da Aleksandr Tvardovskij. L'opera venne accolta favorevolmente dalla critica e anticipò le storie Choču byt' čestnym e Dva tovarišča che iniziarono a rivelarsi piuttosto critiche. La prima parte del romanzo Žizn' i neobyčajnye priključenija soldata Ivana Čonkina venne pubblicata prima in forma di samizat e poi all'estero (nel 1969 a Monaco di Baviera), e ciò venne interpretato come una presa in giro nei confronti dell'Armata Rossa e un tentativo di sminuire gli eventi della grande guerra patriottica. Il romanzo venne poi pubblicato integralmente nel 1975 e gli seguì Pretendent na prestol.
Dopo l'espulsione dall'Unione degli scrittori dell'Unione Sovietica, Vojnovič venne accolto nel PEN International. La vena satirica si fece sempre più forte e le sue opere non poterono più essere pubblicate in patria. Dopo diverse minacce, nel 1980 Vojnovič abbandonò l'URSS per la Germania e si vide revocato la cittadinanza sovietica, che riottenne dieci anni dopo.
L'opera più importante del periodo dell'esilio è il romanzo distopico Moskva 2042 (1987), ambientato in un mondo in cui dei generali golpisti vogliono migliorare la vita dei cittadini con ordini militari, con il controllo totale su di essi e con la sostituzione della realtà con finzioni ideologiche.
Seguirono poi il romanzo Zamysel e l'opera autobiografica Delo n° 3480 basata sul tentato omicidio di Vojnovič da parte del KGB.
Nel 1990 Vojnovič tornò definitivamente in patria. La storia straordinaria del soldato Čonkin venne trasposta in un film comico del 1994 che vinse la medaglia d'oro del Presidente del Senato italiano alla 51ª Mostra internazionale d'arte cinematografica di Venezia.
Morì a Mosca per un attacco cardiaco il 27 luglio 2018.

## Opere

### Racconti
- My zdes' živëm (1961)
- Ivan'kiada (1976)
- Šapka (1988)
  - Il colbacco, traduzione di Cristina d'Audino, Torino, Einaudi (1994)

### Romanzi
- Choču byt' čestnym (1963)
  - Voglio essere onesto, Milano, Bietti (1964)
- Dva tovarišča
- Žizn' i neobyčajnye priključenija soldata Ivana Čonkina (1975)
  - La storia straordinaria del soldato Čonkin, Milano, Garzanti (1971)
  - Vita e straordinarie avventure del soldato Ivan Conkin, traduzione di Sergio Rapetti, Milano, Mondadori (1979)
- Pretendent na prestol (1979)
- Moskva 2042 (1987)
  - Mosca 2042, traduzione di Elena Murdaca, Milano, Dalai (2013)
- Delo n° 3480 (1994)
- Zamysel (1995)
- Monumental´naja propaganda (2000)
  - Propaganda monumentale, Milano, Garzanti  (2004)

### Saggi
- Antisovetskij Sovetskij Sojuz (1985)
- Avtoportret : roman moej žizni (2010)
- Malinovyj pelikan (2016)